# Anisopleura qingyuanensis
Anisopleura qingyuanensis – gatunek ważki z rodziny Euphaeidae.